# Chorvatská liga ledního hokeje 2011/2012
Chorvatská liga ledního hokeje 2011/12 byla dvacátouprvní sezónou Chorvatské hokejové ligy v Chorvatsku, které se zúčastnily celkem 4 týmy. Týmy po skončení základní části postoupily do playoff. Ze soutěže se nesestupovalo.

## Systém soutěže
V základní části každé družstvo odehrálo 18 zápasů (3x venku a 3x doma). Všechny týmy po skončení základní části postoupily do playoff. Semifinále se hrálo na 2 vítězné utkání, finále na 3 vítězná utkání.

## Základní část
| Vysvětlivka            |
| ---------------------- |
| Postupující do playoff |

| Poř. | Tým                | Z  | V  | VP | PP | P  | VG  | OG  | B  |
| ---- | ------------------ | -- | -- | -- | -- | -- | --- | --- | -- |
| 1.   | KHL Mladost Zagreb | 18 | 14 | 1  | 1  | 2  | 159 | 47  | 45 |
| 2.   | KHL Medveščak II   | 18 | 10 | 2  | 1  | 5  | 131 | 62  | 29 |
| 3.   | KHL Zagreb         | 18 | 8  | 0  | 1  | 9  | 98  | 78  | 25 |
| 4.   | KHL Sisak          | 18 | 1  | 0  | 0  | 17 | 32  | 233 | 3  |

## Playoff

### Pavouk
|  | Semifinále | Semifinále         | Semifinále |  |  | Finále | Finále             | Finále |
|  |            |                    |            |  |  |        |                    |        |
|  | 1          | KHL Mladost Zagreb | 2          |  |  |        |                    |        |
|  | 4          | KHL Sisak          | 0          |  |  |        |                    |        |
|  |            |                    |            |  |  | 1      | KHL Mladost Zagreb | 1      |
|  |            |                    |            |  |  | 2      | KHL Medveščak II   | 3      |
|  | 2          | KHL Medveščak II   | 2          |  |  |        |                    |        |
|  | 3          | KHL Zagreb         | 0          |  |  |        |                    |        |

### Semifinále
- KHL Mladost Zagreb – KHL Sisak 2:0 (23:2,15:2)
- KHL Medveščak II – KHL Zagreb 2:0 (5:2,12:3)

### Finále
- KHL Mladost Zagreb – KHL Medveščak II 1:3 (8:5,3:7,3:10,3:6)